# Свети Ахил (Охрид)
Вижте пояснителната страница за други значения на Ахил.
„Свети Ахил“ (на македонска литературна норма: „Свети Ахил“) е средновековна църква в град Охрид, Северна Македония.
Руините на църквата са разположени близо до катедралата „Света София“, близо до улицата, която води към Горна порта. Вероятно е била параклис на катедралата. Това е единствената църква в Охрид, носила името на Ахил Лариски, широко почитан на територията на Охридската архиепископия.